# Villa del Campo
Villa del Campo es un municipio español, en la provincia de Cáceres, Comunidad Autónoma de Extremadura. Está situado en el noroeste de la provincia. Se localiza entre los 40°8′35″ de latitud Norte y los 6°25′32″ de longitud Oeste. Pertenece a la comarca de las Vegas del Alagón.

## Geografía
Tiene un área de 56,92 km², con una población de 502 (2018) habitantes y una densidad de 10,07 hab/km².

### Límites
- Santibáñez el Alto al noroeste y al oeste
- Hernán-Pérez al norte.
- Villanueva de la Sierra y Pozuelo de Zarzón al este.
- Guijo de Coria al sur.

### Relieve
Se encuentra situado en un bello paraje ondulado que anuncia la proximidad de la sierra de Dios Padre.
Con una altitud media de 450 m s. n. m., el relieve municipal está formado por suaves ondulaciones, de manera que solamente un 10,5% de sus terrenos presentan pendientes superiores al 20%.
En cuanto a la orografía, predomina la penillanura, con una altitud aproximada de 400 o 500 metros sobre el nivel del mar.

### Geología
El suelo está formado por tierras pardas. El subsuelo está constituido, fundamentalmente, por pizarra, aunque en algunas zonas existe un subsuelo granítico.
Son suelos pobres para la agricultura, pero muy apropiados para la explotación del viñedo. Suelen catalogarse como suelos ácidos.

### Vegetación y fauna
La mayor parte de los suelos no cultivables están cubiertos por vegetación consistente, sobre todo en matorral y dehesa.
Las especies más importantes dentro de la flora son jaras, retamas, tomillos, olivos, encinas y alcornoques.
En la fauna están representadas todas las especies de la fauna ibérica, salvo el oso y el lobo, animales de los que se tienen referencias históricas no muy lejanas.

### Clima
El clima, que es de tipo mediterráneo, se caracteriza por la escasez e irregularidad de las precipitaciones, así como por el contraste estacional de las temperaturas.

### Hidrografía
Ríos y arroyos

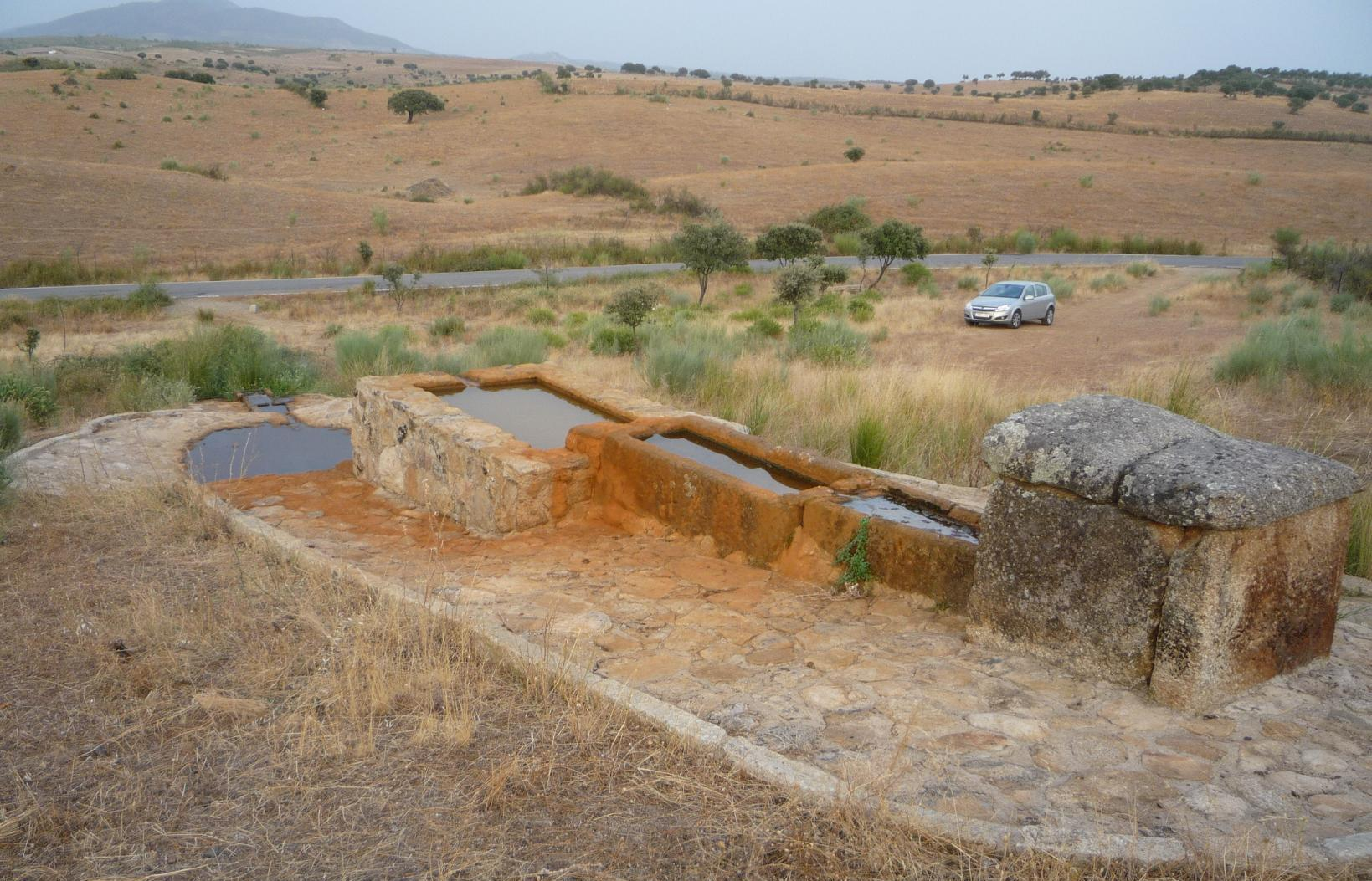
Abrevadero

Ningún río importante cruza el término. Sin embargo, sí lo cruzan pequeños ríos o arroyos como el Pedroso, el Brueceas, el Árrago y el Tralgas. Igualmente, existen lagunas repartidas por todo el término municipal para el abrevadero de ganado.
Embalses
El embalse del Borbollón se encuentra a unos 15 km al oeste y el pantano de Gabriel y Galán, a unos 30 km al noroeste.

### Vías de comunicación
La única carretera que pasa por el pueblo es la EX-204, que une Pozuelo de Zarzón y Guijo de Coria.

## Servicios
El pueblo cuenta con una biblioteca, un centro médico, piscinas municipales y una pista municipal. El colegio público de la localidad de Villa del Campo forma parte del CRA El Jaral, junto con Pozuelo de Zarzón, Guijo de Galisteo y Guijo de Coria.

## Historia

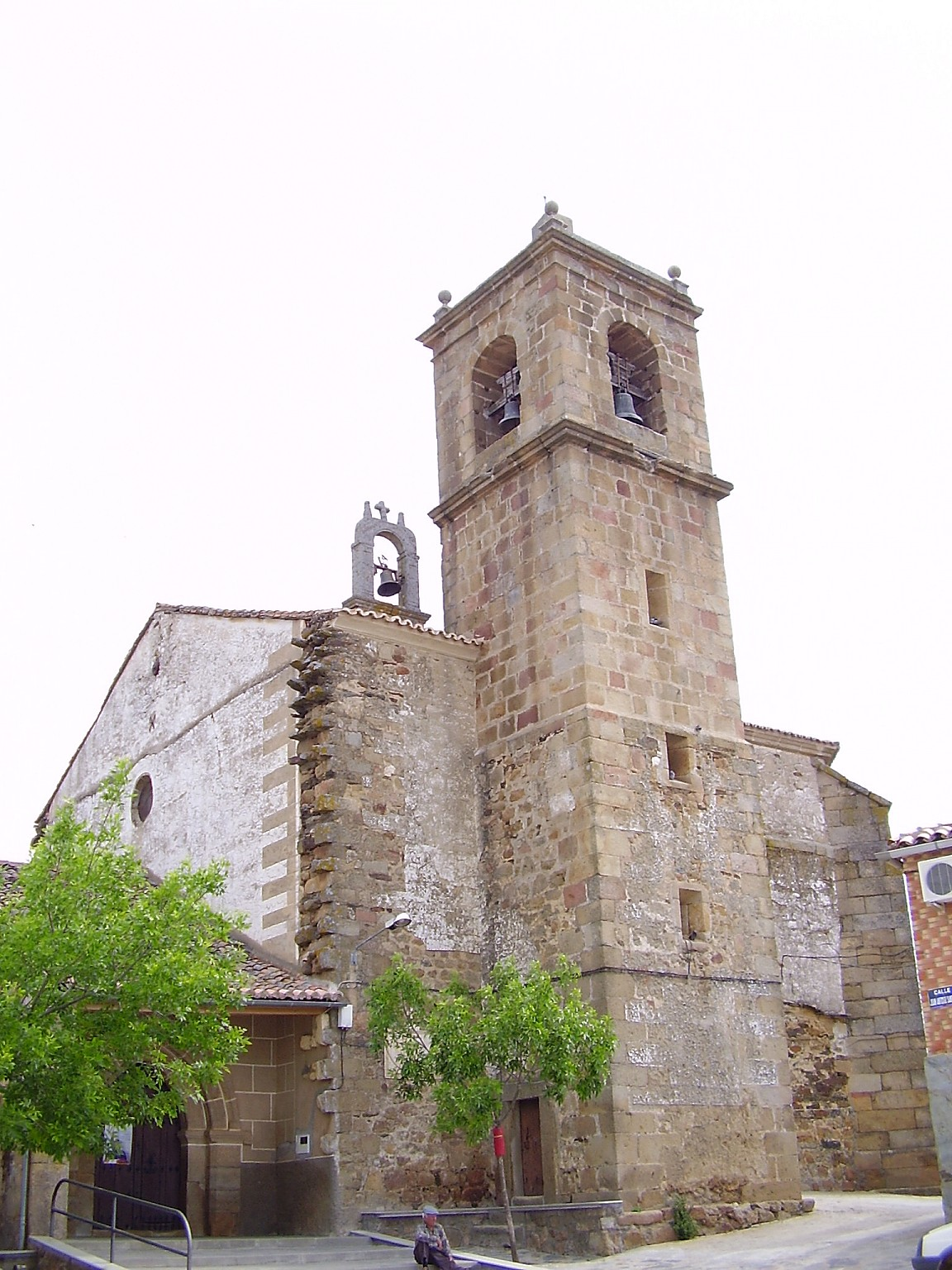
Iglesia parroquial del pueblo

En el archivo municipal de Villa del Campo hay pocos datos históricos de su pasado, ya que la mayoría de ellos desaparecieron durante la guerra de la Independencia española. Se ignora el origen del pueblo aunque, según tradición popular, surgió a partir de la agregación de casas. En 1212, Alfonso VIII de Castilla donó varios puentes de maestre de la Orden de Alcántara, siendo perteneciente este municipio a Santibáñez el Alto.
Según documentos del Archivo General de Simancas de 1633, en 1537 El día 30 de junio de 1537 el Rey Carlos I de España y V de Alemania, siendo El Campo una aldea de Santibáñez el Alto, mediante un donativo de ochocientos sesenta mil maravedíes, la desmembró y la hizo villa de por sí y sobre sí con jurisdicción civil y criminal en todas las causa inhibiendo in totum a la justicia de la dicha villa de Santibáñez de la jurisdicción que tenía. Desde entonces, siempre se ha mencionado su condición de villa, hasta que dicho título se ha transformado en el actual nombre del municipio, Villa del Campo. #VilladelCampo 
En 1630, Felipe IV, por la vía del donativo concedió al Campo nuevo privilegio de extensión de jurisdicción y su término dexmatorio y alcabalatorio, sirviendo por ello con ocho mil ducados que así mismo hizo demostración de una copia firmada de dicho privilegio y que la dicha villa del Campo se hallaría en jurisdicción y partido del alcalde mayor de Gata, que era de la Orden de Alcántara. La villa del Campo quedó quitada y apartada de la jurisdicción y gobernación de la villa de Gata a través de 860 mil maravedíes en moneda de vellón.
A la caída del Antiguo Régimen la localidad se constituye en municipio constitucional en la región de Extremadura, partido judicial de Coria, entonces conocido como Campo que en el censo de 1842 contaba con 480 hogares y 2620 vecinos.
Durante el siglo XIX se denominaba El Campo o Villa del Campo.
En 1975, Villa del Campo fue uno de los cuatro municipios fundadores de la Mancomunidad de San Marcos, que en 2006 se unió a la Mancomunidad Valle del Alagón para formar la Mancomunidad Integral Valle del Alagón, de la cual el pueblo forma parte en la actualidad.

## Demografía
Villa del Campo cuenta con una población de 439 habitantes (INE 2024).
| Gráfica de evolución demográfica de Villa del Campo entre 1842 y 2021 |
| |
| Población de derecho según los censos de población del INE Población de hecho según los censos de población del INEEn estos censos se denominaba Campo: 1842, 1877, 1887, 1897 y 1900. En estos censos se denominaba El Campo o Villa del Campo: 1857 y 1860. |

| 649                        | 629 | 612 | 615 | 596 | 581 | 574 | 560 | 555 | 548 | 548 | 538 | 523 | 521 | 515 | 527 | 525 | 502 | 487 |
| (Fuente: [cita requerida]) |     |     |     |     |     |     |     |     |     |     |     |     |     |     |     |     |     |     |

## Cultura

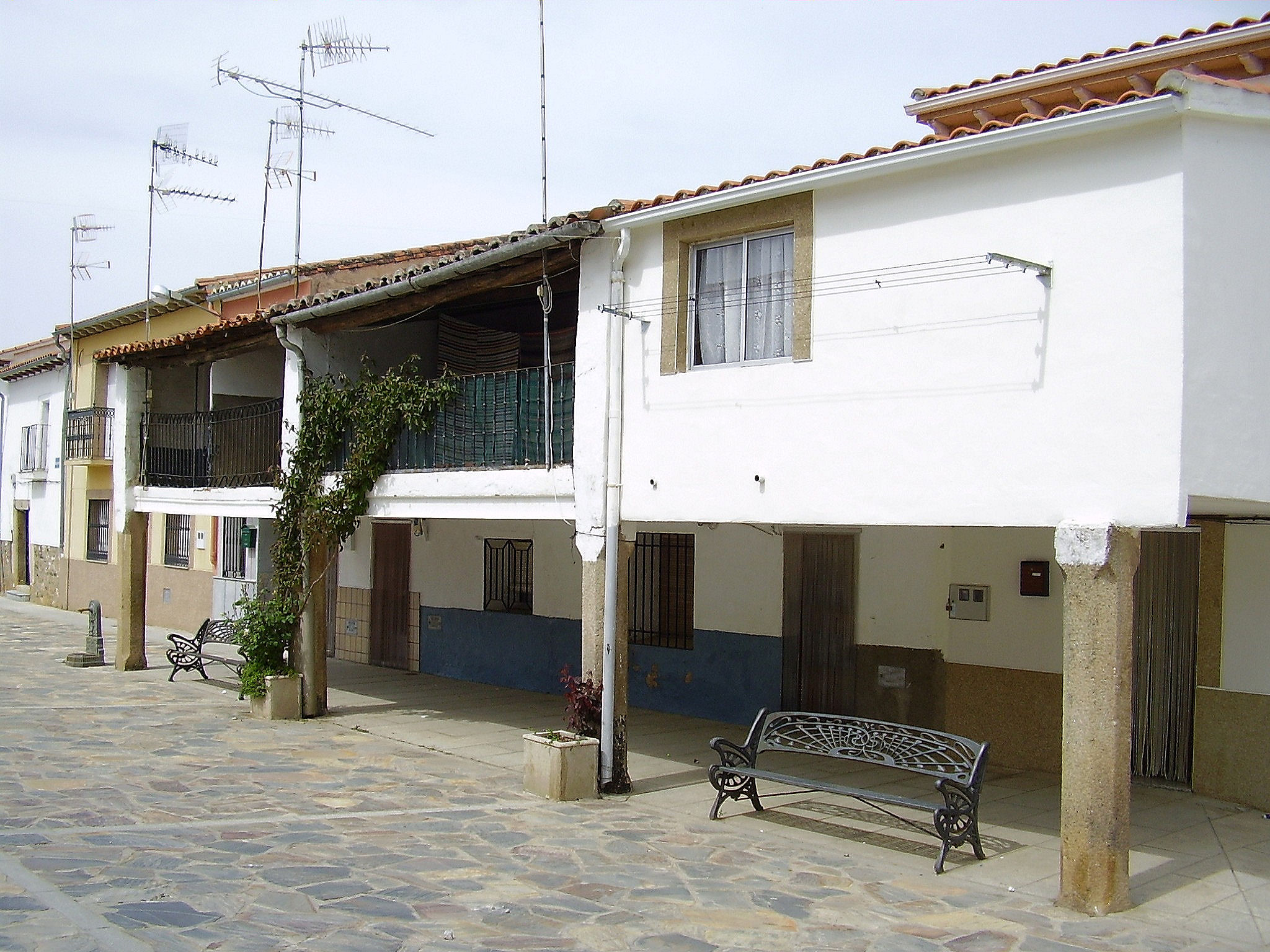
Casas típicas

### Gastronomía
Dentro de los platos típicos de uso casero destacan el caldo de patatas, la sopa de tomate, el cordero en caldereta y el cabrito en caldereta. En cuanto a las tapas, hay tencas y también destacan los callos y el magro. Entre los dulces destacan las floretas, buñuelos de miel y de azúcar, la rosca de la romería y el bollo de la chiquitía, que se elabora en la festividad de todos los santos.

### Fiestas locales
- Las candelas, 2 de febrero
- Romería, segundo lunes después de la Semana Santa
- San Bartolomé, Del 23 al 26 de agosto. Son días muy densos, en los que se convive y se aprovecha para despedir a los paisanos que acaban las vacaciones y vuelven a los lugares de origen.
- El Cristo, 14 de septiembre
- El ofretorio, primer domingo de octubre

## Patrimonio
Villa del Campo cuenta con los siguientes monumentos:
- Iglesia de Nuestra Señora de los Ángeles, en el pueblo, del siglo XVI. Es la iglesia parroquial de la localidad.
- Ermita del Cristo de los Desamparados, al suroeste del pueblo, del siglo XVIII.
- Ermita de Nuestra Señora de Gracia, al oeste del término municipal.